# Ventris (cràter)
Ventris és un cràter d'impacte pertanyent a la cara oculta de la Lluna. Es troba entre el cràter Schliemann (just a nord-oest) i el gran cràter Keeler, localitzat una mica més a sud-est. A un diàmetre al nord-est apareix Vening Meinesz.

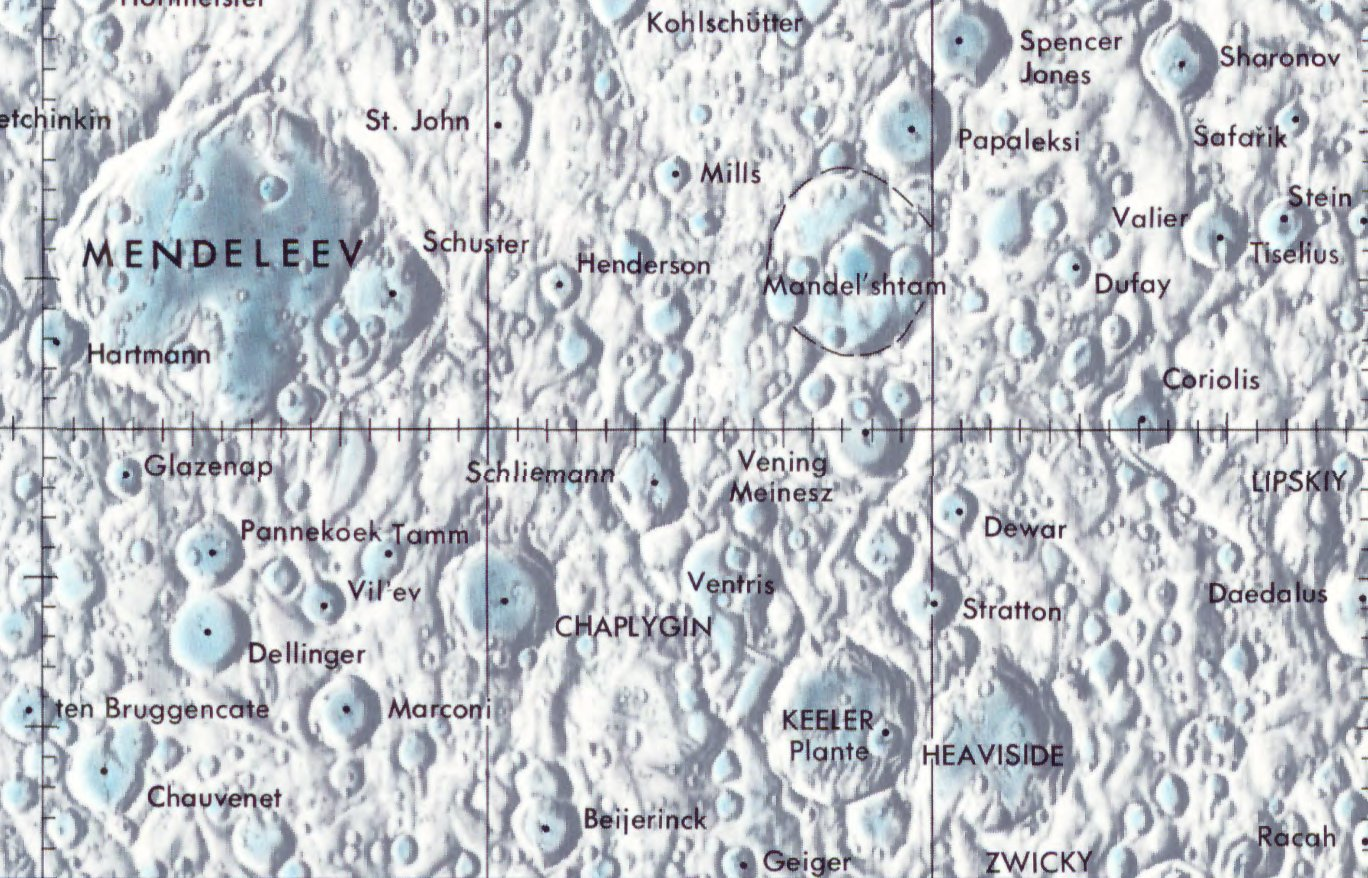
Localització de Ventris (part inferior de la imatge)
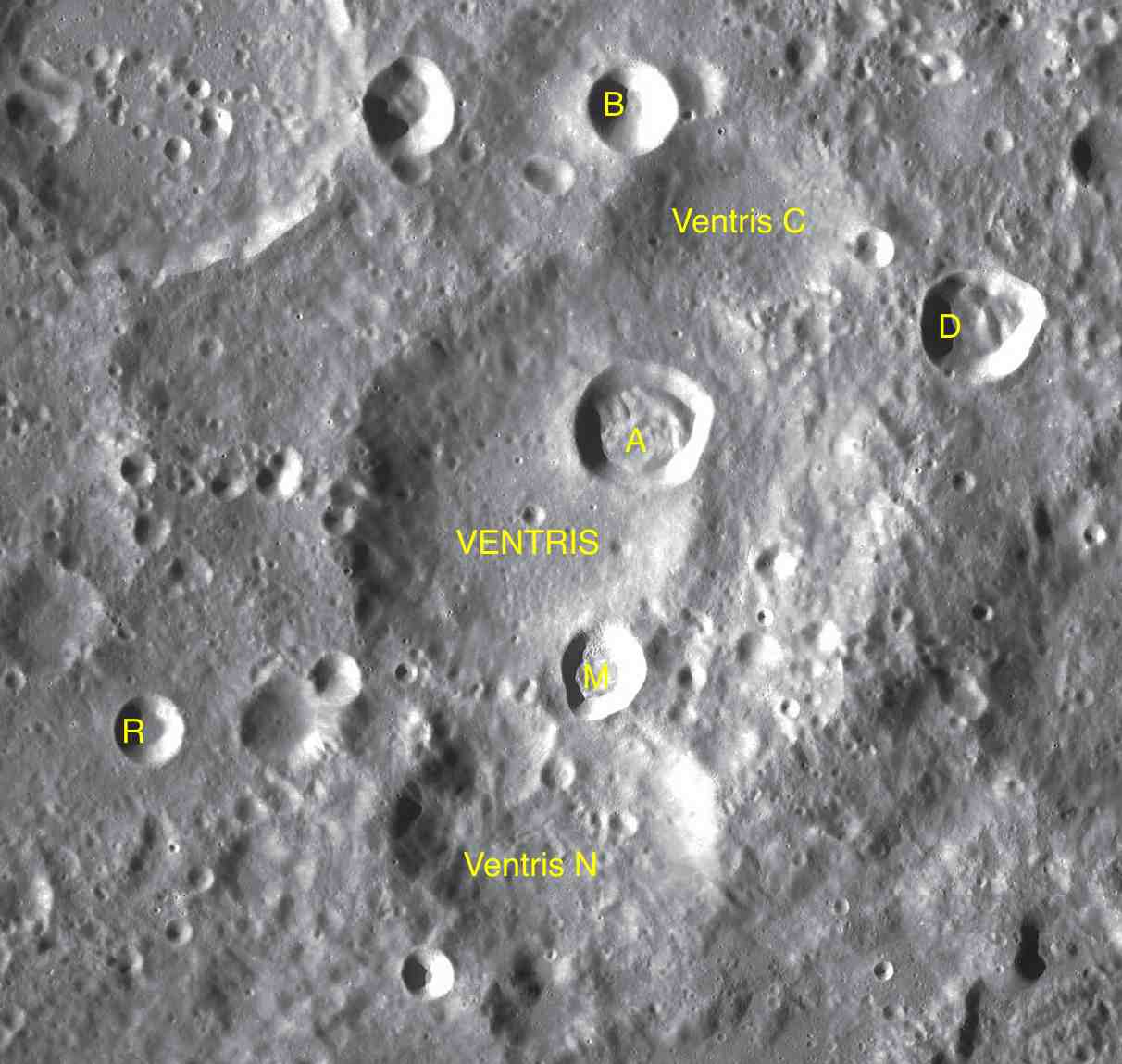
Cràters satèl·lit

Des que es va formar, aquest cràter ha estat molt desgastat i erosionat per impactes posteriors. Múltiples cràters travessen tant la seva vora com el seu interior. El més gran d'aquests és Ventris C, que cobreix el sector nord-est de la vora. A la part nord dins del cràter es troba Ventris A. La planta sud conté el cràter Ventris M, un cràter d'impacte recent amb un petit sistema de marques radials i una albedo relativament alta. Els raigs d'aquest cràter satèl·lit s'estenen en una faldilla que cobreix la major part de Ventris. Els raigs més estrets s'estenen molt més cap al nord-oest i el sud-oest.

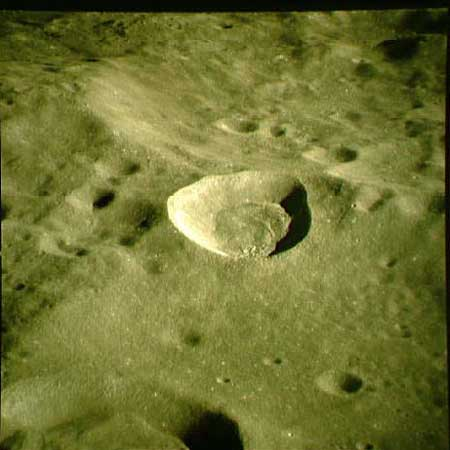
Ventris M. Fotografia de la missió Apollo 10
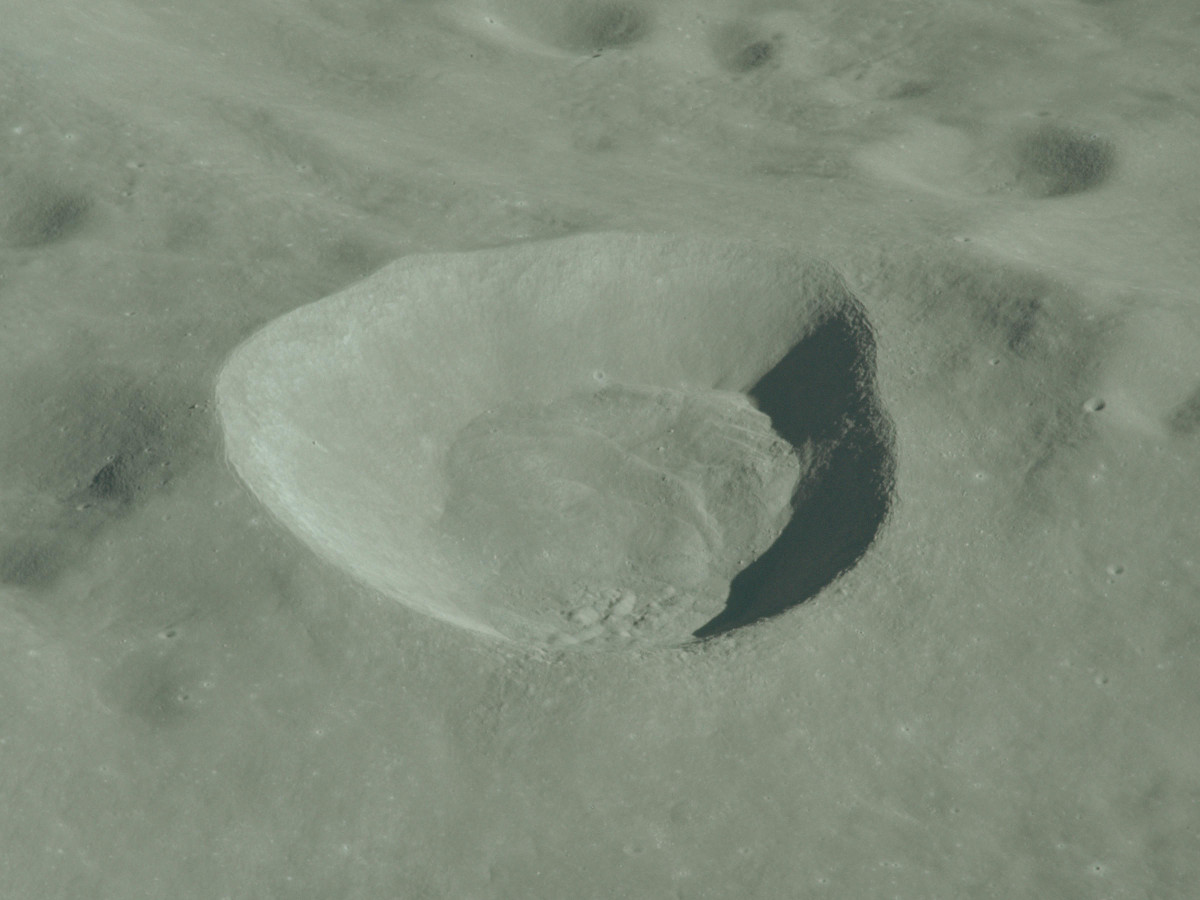
Ventris M. Fotografia de la missió Apollo 10
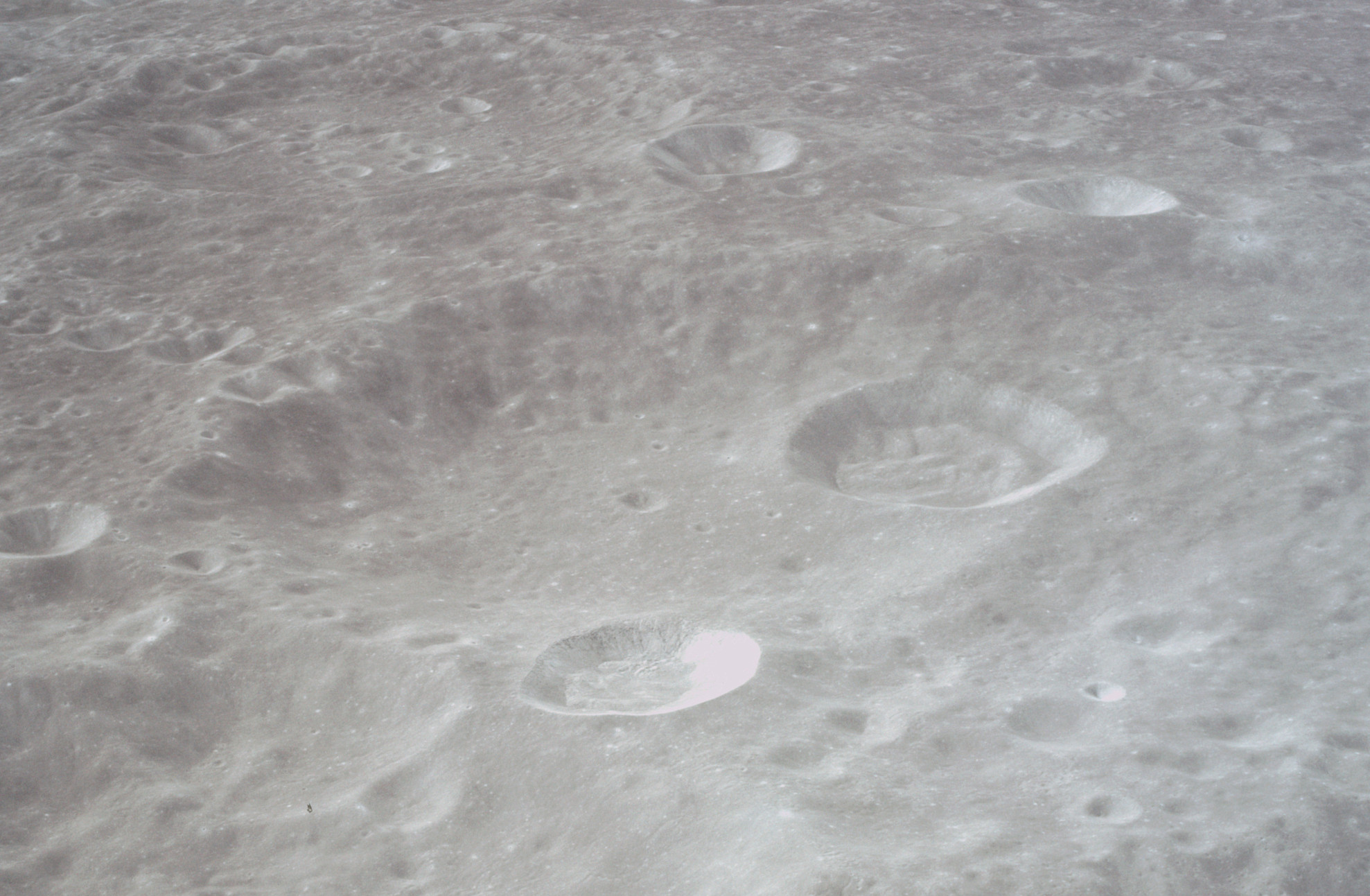
Vista obliqua des de l'Apollo 17. Schliemann apareix al fons, a dalt a l'esquerra

Ventris va ser denominat formalment per la UAI el 1970.

## Cràters satèl·lit
Per convenció aquests elements són identificats en els mapes lunars posant la lletra en el costat del punt central del cràter que està més proper a Ventris.
| Ventris | Coordenades                          | Diàmetre |
| ------- | ------------------------------------ | -------- |
| A       | 4° 24′ S, 158° 12′ E / 4.4°S,158.2°E | 26 km    |
| B       | 2° 24′ S, 158° 12′ E / 2.4°S,158.2°E | 18 km    |
| C       | 3° 12′ S, 158° 54′ E / 3.2°S,158.9°E | 48 km    |
| D       | 3° 24′ S, 160° 18′ E / 3.4°S,160.3°E | 21 km    |
| M       | 6° 00′ S, 157° 54′ E / 6.0°S,157.9°E | 18 km    |
| N       | 7° 06′ S, 157° 36′ E / 7.1°S,157.6°E | 63 km    |
| R       | 6° 18′ S, 155° 06′ E / 6.3°S,155.1°E | 13 km    |